# Life Begins at Eight-Thirty

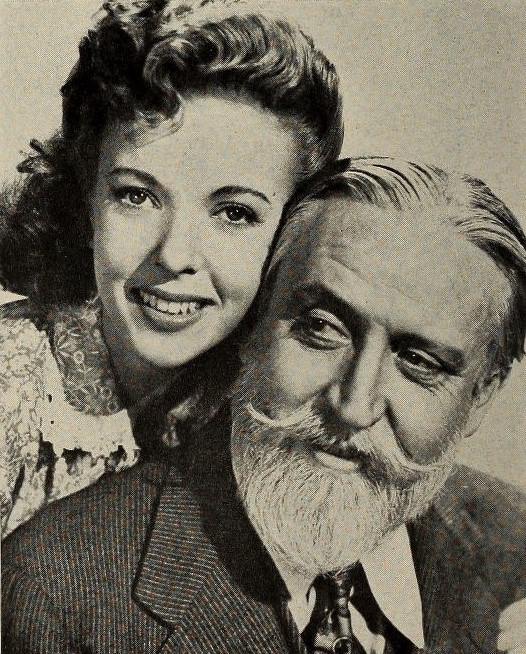
Ida Lupino et Monty Woolley.

Life Begins at Eight-Thirty est un film américain réalisé par Irving Pichel et sorti en 1942.

## Synopsis
L'acteur new-yorkais Madden Thomas est tombé en disgrâce à cause de l'alcoolisme, et perd son travail de Père Noël dans un grand magasin la veille de Noël. Cela le met, lui et sa fille Kathy, dans l'embarras. Kathy est handicapée avec un pied paralysé.
En raison de son état, Thomas est aidé à rentrer chez sa fille par un jeune compositeur nommé Robert Carter, qui est leur nouveau voisin. Robert est attiré par Kathy et ils deviennent amis. Robert parvient également à trouver à Thomas un travail d'acteur, en jouant un rôle dans une pièce mineure dont il a fait la musique. La tante de Robert, Alma Lothian, est une grande admiratrice du travail précédent de Thomas et est ravie d'apprendre qu'il a obtenu le rôle. Kathy espère que son père saisira sa chance et redeviendra aussi bon qu'avant. Elle est particulièrement heureuse qu'il ralentisse sa consommation d'alcool. 
Un jour, alors que Kathy essaie d'acheter de nouveaux meubles pour leur appartement, elle découvre que Thomas a de lourdes dettes à cause de sa consommation d'alcool. Elle se retrouve courtisée par Robert, qui est tombé amoureux d'elle. Elle lui dit qu'elle a l'espoir de fonder une famille, mais qu'elle a peur de transmettre son handicap à ses enfants.

## Fiche technique
- Réalisation : Irving Pichel
- Scénario : Nunnally Johnson, F. Scott Fitzgerald (non crédité) d'après The Light of Heart d'Emlyn Williams.
- Producteur : Nunnally Johnson
- Photographie : Edward Cronjager
- Montage : Fred Allen
- Musique : Alfred Newman
- Production : Twentieth Century-Fox
- Genre : Comédie sentimentale[1]
- Durée : 85 minutes
- Date de sortie : 
  - États-Unis : 9 décembre 1942

## Distribution
- Monty Woolley : Madden Thomas
- Ida Lupino : Kathy Thomas
- Cornel Wilde : Robert Carter
- Sara Allgood : Alma Lothian
- Melville Cooper : Barty
- J. Edward Bromberg : Sid Gordon

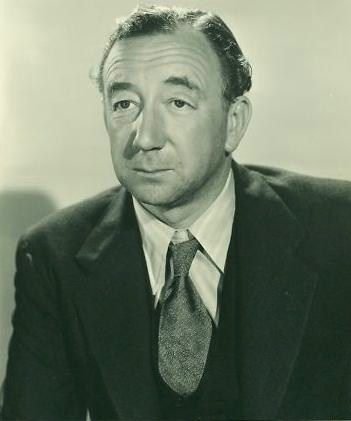
Melville Cooper dans le film.

- William Demarest : officier de police
- Alec Craig : Santa Claus
- Lee Phelps : Bartender

## Production
Le titre provisoire du film était  The Light of Heart. F. Scott Fitzgerald a travaillé sur le scénario de ce qui a été sa dernière participation à un film avant sa mort en décembre 1940.